# Гераниотис, Димитриос
 Димитриос Геранио́тис  (греч.  Δημήτριος Γερανιώτης  Афины, 1871 — Афины, 23 мая 1960) — греческий художник конца 19-го — первой половины 20-го веков. Представитель Мюнхенской школы греческой живописи.

## Биография
Димитриос Гераниотис родился в Афинах в 1871 году.
Учился в Афинской школе изящных искусств у Спиридона Просалентиса, Константина Воланакиса и Никифора Литраса.
Продолжил учёбу в Мюнхенской академии художеств (1895—1899) у Николаоса Гизиса и у Франца фон Штука.
По возвращении в Грецию был принят преподавателем портретистики в «Художественную школу госпож и барышень» «Общества любителей искусства».
В 1903 году Гераниотис был назначен преподавателем в Афинскую школу изящных искусств и оставался на этом посту до 1936 года.
Гераниотис писал в основном портреты и пейзажи. На его портретах, как правило, изображены члены афинской аристократии. Он также писал портреты членов греческой королевской семьи. Портреты Гераниотиса характерны строгим соблюдением принципов академизма, которые установила в Греции «Мюнхенская школа греческой живописи». Однако в пейзажах художника наблюдается тенденция поворота к импрессионизму. Димитриос Гераниотис умер в Афинах 23 мая 1960 года.
Работы художника хранятся в Национальной галерее Греции и частных коллекциях. Работы Гераниотиса также часто выставляются на международных аукционах произведений искусства.